# Świętowice
Świętowice (niem. Schwantefitz) – osada w województwie zachodniopomorskim, w powiecie goleniowskim, w gminie Stepnica.
Osada należy do sołectwa Gąsierzyno, leży nad Zalewem Szczecińskim, przy wyspie Chełminek i drodze łączącej Stepnicę z Czarnocinem. 
Ulokowano tu kilka domków letniskowych, położonych bezpośrednio nad brzegiem zalewu, gdzie znajduje się plaża. Świętowice nie są stale zamieszkane, a miejsce ma charakter wypoczynkowy.
Przez Świętowice prowadzi znakowany  zielony turystyczny Szlak Stepnicki (Stepnica → Wolin) oraz zielony  Międzynarodowy szlak rowerowy wokół Zalewu Szczecińskiego R-66.
Na północ od Świętowic znajduje się Zatoka na Palach.
Ok. 1,5 km na południowy wschód leży wieś Gąsierzyno, do której wiedzie droga powiatowa.
Nazwę Świętowice wprowadzono urzędowo w 1947 r., zastępując poprzednią niemiecką nazwę Schwantefitz. Nazwa miejscowości została zniesiona  a powtórnie ustalona z 2023 r.